# Edward Mason
Pour les articles homonymes, voir Mason.
Edward Sagendorph Mason, né en 1899 et mort en 1992, était un économiste américain.

## Formation et jeunes années
Né à Clinton dans l'Iowa, Edward Mason a été formé à l'université du Kansas, avant d'intégrer l'université Harvard puis d'aller étudier à Oxford où il resta trois ans. Il visita la France une première fois durant son séjour à l'université d'Oxford. Il y revint grâce au Bureau of International Research of Harvard University and Radcliffe College, sans doute à la fin des années 1920 pour étudier le socialisme français. De ce séjour il en est résulté un livre sur la Commune de Paris et un article intitulé Saint-Simonism and the Rationalisation of Industry sur le renouveau d'intérêt qu'il a perçu alors en France pour le Saint-Simonisme chez des auteurs comme Célestin Bouglé et Élie Halévy. 

En conclusion de l'article, il écrit : 

« Le Saint-Simonisme et le libéralisme moderne veulent tous deux néanmoins, un réseau élaboré de limitations au libre jeu des intérêts. La principale différence entre ces deux doctrines réside dans la nature de ces limitations. Le Saint-Simonisme entrevoit la possibilité de développer une éthique, une sorte de moralité des affaires, de force suffisante pour empêcher les intérêts particuliers de vaincre les intérêts de la société. Le libéralisme bien qu'insistant sur la nécessité d'accepter les idées morales communes et bien qu'admettant la possibilité de perfectionner dans certains cas l'éthique des affaires insiste, néanmoins, sur l'importance de construire une technique de régulation par le gouvernement. Ni le Saint-Simonisme ni le libéralisme ne sont impressionnés par les avantages économiques du contrôle et de la possession des entreprises par l'État. »

## Carrière
Il s'est intéressé à l'organisation industrielle appelée aussi économie industrielle et a créé le paradigme SCP et ce qu'on appelle l'école structuraliste de Harvard. Les collaborateurs et étudiants d'Edward S. Mason tant économistes que juristes ont longtemps dominé ce domaine. 
Durant la seconde Guerre mondiale, il a aidé à organiser la branche recherche et analyse de l'Office of Strategic Services. Il a également créé la division économique chargée principalement d'un double objectif : évaluer le potentiel de l'Allemagne et du Japon à continuer la guerre ; étudier comment les affaiblir à travers le blocus, les bombardements et les sabotages.
En 1946, il fut l'un des auteurs du discours du ministre des affaires étrangères James Byrnes sur le retour aux Allemands de la gestion de leur économie. L'année suivante, en 1947, toujours sur ce sujet, il fut le conseiller économique du ministre des affaires étrangères George Marshall (général) lors de la Conférence de Moscou.
Il fut doyen de la Harvard School of Government devenue la John F. Kennedy School of Government de 1947 à 1958. À cette époque il s'est intéressé aux pays en développement et a dirigé des équipes d'experts chargés d'établir des schémas de développement au Pakistan (1954) et en Iran (1958). Il a créé :
- le Development Advisory Service
- et un programme de formation pour les cadres des pays tiers connu comme le Mason Fellows program [3]

En 1969, lorsqu'Harvard fut secoué par des événements proches de ceux de 1968 en France, il fut nommé "Dean of the Faculty of Arts and Sciences".

## Œuvre
- Edward S. Mason, 1930, The Paris Commune, An Episode of the History of the Socialist Movement
- Edward S. Mason, 1931, "Saint-Simonism and the Rationalisation of Industry", Quarterly Journal of Economics Vol.45.
- Edward S. Mason, 1939, "Price and Production Policies of Large-Scale Enterprise", American Economic Review, Vol.29, no 1 Mar.1939.
- Edward S. Mason, 1946, Controling World Trade, Cartels and Commodity Agreements, McGraw-Hill.
- Edward S. Mason (ed), 1959, The Corporation in Modern Society, Harvard University Press